# 1140 w polityce
Wydarzenia polityczne w 1140 roku.

## Wydarzenia
- Początek rozdrobnienia feudalnego w Czechach. Księciem zwierzchnim został Władysław II Przemyślida[1][2][3].

## Zmarli
- 12 stycznia Ludwik I, książę Turyngii[4].